# Corydalis namdoensis
Corydalis namdoensis là một loài thực vật có hoa trong họ Anh túc. Loài này được B.U.Oh & J.G.Kim mô tả khoa học đầu tiên năm 2004.